# CSS David
El CSS David fue un buque torpedero semisumergible que sirvió en la Guerra de Secesión. El 5 de octubre de 1863 llevó a cabo un ataque parcialmente exitoso contra el buque unionista USS New Ironsides, que participaba en el bloqueo de Charleston, Carolina del Sur.

## Construcción
Basado en un diseño de St. Julien Ravenel, el David fue construido en 1863 como una empresa particular por T. Stoney en Charleston, Carolina del Sur, siendo puesto bajo control de la Armada de los Estados Confederados. Eventualmente se construyeron más de 20 buques torpederos tipo David para la AEC. El buque con forma de cigarro puro transportaba una carga explosiva de 81 x 25 cm y casi 60 kg de pólvora al extremo de una pértiga que se proyectaba desde su proa. El CSS David operaba como un semisumergible: se llenaban los tanques de lastre con agua, haciendo que solamente sobresalgan del agua la torre de mando descubierta y la chimenea de la caldera. Diseñado para operar a poca profundidad, el David se parecía en general a un submarino; sin embargo, estrictamente hablando era un navío de superficie. Operando en noches sin luna y utilizando antracita (que arde sin humo), el David era casi tan difícil de observar como un submarino.[cita requerida]

## El ataque al USSNew Ironsides
En la noche del 5 de octubre de 1863, el CSS David, al mando del Teniente William T. Glassell, zarpó del puerto de Charleston para atacar al ironclad USS New Ironsides. El buque torpedero se aproximó sin ser detectado hasta que estuvo a 45,72 m del buque de bloqueo. Saludado por los vigías a bordo del New Ironsides, Glassell respondió con un disparo de escopeta y el CSS David se lanzó a toda máquina para atacar. Su torpedo de pértiga detonó bajo la cuaderna de estribor del ironclad, lanzando una columna de agua que cayó sobre el navío confederado y apagó el fuego de su caldera. Con su máquina de vapor detenida, el CSS David se hallaba debajo de la cuaderna del New Ironsides y los disparos de armas ligeras salpicaban el agua alrededor del buque torpedero.
Creyendo que su buque se hundía, Glassell y dos más lo abandonaron; su piloto, Walker Cannon, que no podía nadar, se quedó a bordo. Poco tiempo después, el Ingeniero Asistente J. H. Tomb nadó de vuelta al navío y subió a bordo. Reencendiendo el fuego de la caldera, Tomb logró poner en marcha la máquina de vapor y con Cannon al timón, el buque torpedero subió por el canal para ponerse a seguro. Glassell y el marinero James Sullivan, fogonero del CSS David, fueron capturados. Aunque el New Ironsides no se hundió, fue dañado por la explosión. Las bajas de la Armada de los Estados Unidos fueron el Insignia C. W. Howard (muerto por una herida de perdigón), el marinero William L. Knox (piernas rotas) y el armero Thomas Little (contusiones).

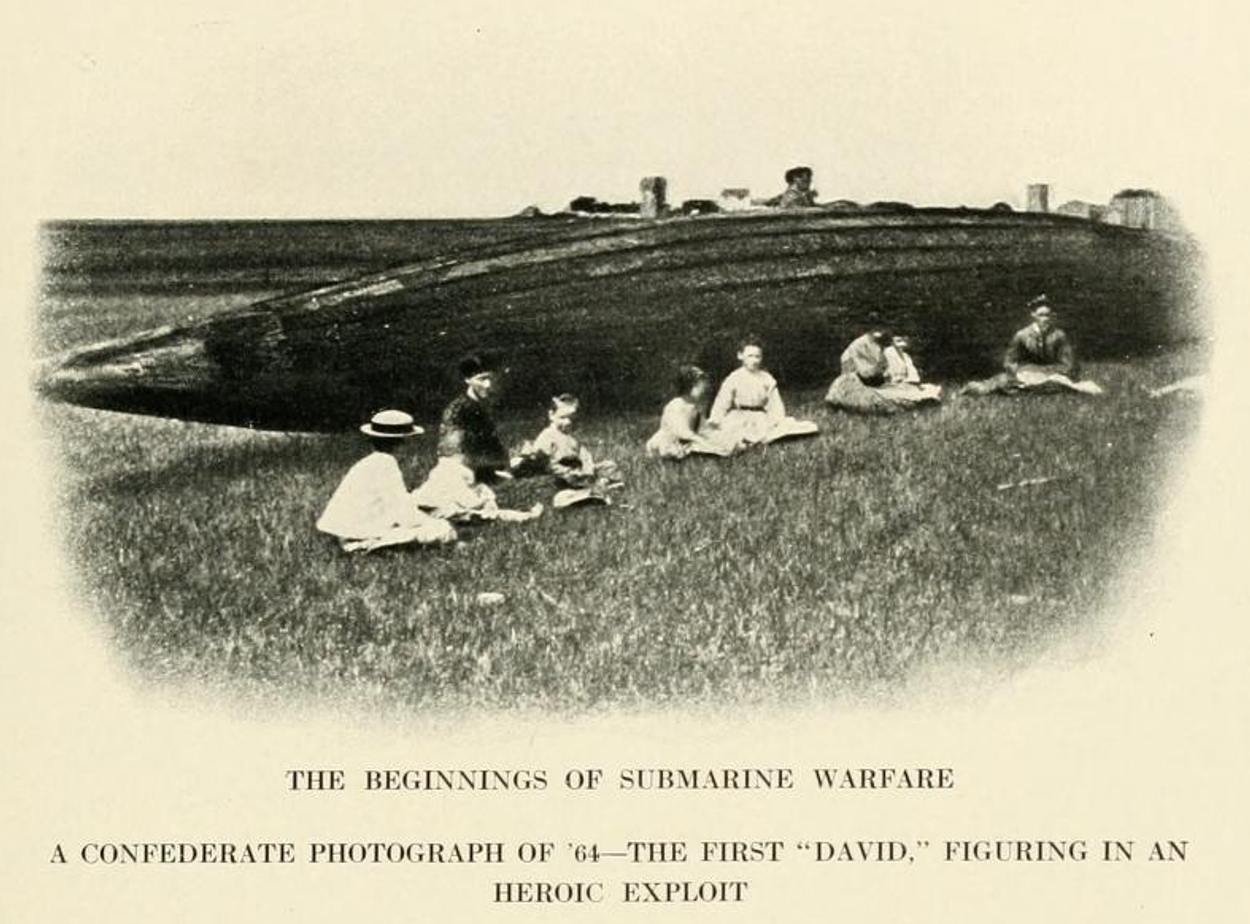
El pecio del CSS David.

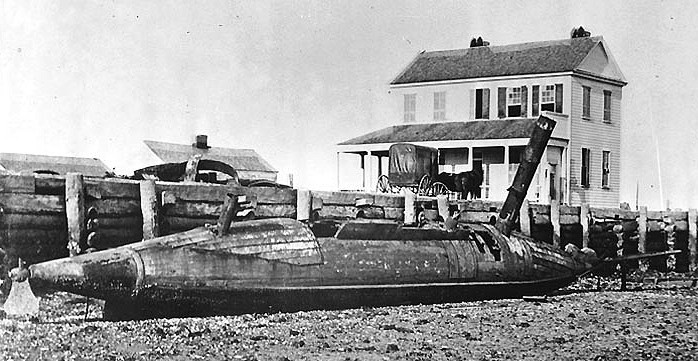
Fotografía de un buque torpedero clase David capturado (posiblemente el propio CSS David), tomada después de la caída de Charleston en 1865.

Los cuatro meses siguientes de la existencia del CSS David no están del todo claros. Él u otros buques torpederos intentaron más ataques contra los buques de bloqueo de la Unión; los reportes de diferentes buques afirman sobre tres intentos, todos fallidos, durante el mes de octubre de 1863. El 6 de marzo de 1864, el CSS David atacó al USS Memphis en el norte del río Edisto. El buque torpedero impactó al buque de bloqueo en la cuaderna de babor, pero el torpedo no explotó. El USS Memphis soltó su cadena, al mismo tiempo que disparaba ineficazmente contra el CSS David con armas ligeras. Maniobrando, el buque torpedero impactó nuevamente al USS Memphis, esta vez en la cuaderna de estribor; una vez más, el torpedo no detonó. Como el USS Memphis abrió fuego con sus cañones pesados, el CSS David, que había perdido parte de su chimenea al embestir, se retiró río arriba hasta estar fuera del alcance de los cañones. Sin haber sufrido daños, el USS Memphis reanudó su misión de bloqueo.
La última acción confirmada del CSS David tuvo lugar el 18 de abril de 1864, cuando trató de hundir a la fragata de hélice USS Wabash. Los alertas vigías a bordo del buque de bloqueo avistaron a tiempo al CSS David, permitiéndole a la fragata soltar su cadena, evitar el ataque y abrir fuego contra el buque torpedero. Ningún navío resultó dañado.
El destino del CSS David es incierto. Varios buques torpederos de este tipo cayeron en manos de la Unión cuando Charleston fue capturado en febrero de 1865. El CSS David pudo haber estado entre ellos.

## Descubrimiento del pecio
El 20 de enero de 1998, el arqueólogo subacuático E. Lee Spence dirigió una expedición de la Sea Research Society, financiada por el filántropo Stanley M. Fulton, para encontrar los restos de dos buques torpederos confederados que aparecen en varias fotografías tomadas poco tiempo después de la caída de Charleston. La teoría de Spence era que los dos navíos fueron abandonados en donde yacían y simplemente fueron cubiertos mientras la ciudad se expandía. Spence utilizó las casas de las fotografías que aún estaban en pie para triangular su posible ubicación. Empleando un georradar, operado por Claude E. "Pete" Petrone de la National Geographic Magazine, la expedición ubicó dos anomalías consistentes con lo que podían ser los restos de los buques. Las anomalías están debajo de la actual Tradd Street, por lo que no se llevó a cabo una excavación. Una carta escrita en la posguerra por David C. Ebaugh, que supervisó la construcción del David, lo describe como abandonado en lo que en aquel entonces era el inicio de Tradd Street.

## Clase David
| Nombre          | Destino                                  | Armamento            |
| --------------- | ---------------------------------------- | -------------------- |
| David           | s/d                                      | 1 torpedo de pértiga |
| David (réplica) | capturado incompleto en febrero de 1865. | 1 torpedo de pértiga |
| St. Patrick     | s/d                                      | 1 torpedo de pértiga |
| Midge           | capturado en febrero de 1865             | 1 torpedo de pértiga |
| Juno            | s/d                                      | 1 torpedo de pértiga |